# Walckenaeria fraudatrix
Walckenaeria fraudatrix là một loài nhện trong họ Linyphiidae. Loài này phân bố ở Nga, Mông Cổ, Alaska và Canada.